# Плавання на відкритій воді на Чемпіонаті світу з водних видів спорту 2019
Змагання з плавання на відкритій воді на Чемпіонаті світу з водних видів спорту 2019 тривали з 13 до 19 липня 2019 року.

## Розклад змагань
Розіграно сім комплектів нагород.
Вказано місцевий час (UTC+9).
| Дата          | Час   | Дисципліна      |
| ------------- | ----- | --------------- |
| 13 липня 2019 | 08:00 | Чоловіки, 5 км  |
| 14 липня 2019 | 08:00 | Жінки, 10 км    |
| 16 липня 2019 | 08:00 | Чоловіки, 10 км |
| 17 липня 2019 | 08:00 | Жінки, 5 км     |
| 18 липня 2019 | 08:00 | Команда, 5 км   |
| 19 липня 2019 | 08:00 | Чоловіки, 25 км |
| 19 липня 2019 | 08:05 | Жінки, 25 км    |

## Медальний залік

### Таблиця медалей
| Місце               | Країна              | Золото | Срібло | Бронза | Загалом |
| ------------------- | ------------------- | ------ | ------ | ------ | ------- |
| 1                   | Німеччина           | 2      | 1      | 2      | 5       |
| 2                   | Бразилія            | 2      | 0      | 0      | 2       |
| 3                   | Франція             | 1      | 3      | 1      | 5       |
| 4                   | Китай               | 1      | 0      | 0      | 1       |
| 4                   | Угорщина            | 1      | 0      | 0      | 1       |
| 6                   | Італія              | 0      | 1      | 2      | 3       |
| 6                   | США                 | 0      | 1      | 2      | 3       |
| 8                   | Росія               | 0      | 1      | 0      | 1       |
| 9                   | Канада              | 0      | 0      | 1      | 1       |
| Загалом (9 збірних) | Загалом (9 збірних) | 7      | 7      | 8      | 22      |

### Чоловіки
| Дисципліна | Золото                       | Золото    | Срібло                            | Срібло    | Бронза                     | Бронза    |
| ---------- | ---------------------------- | --------- | --------------------------------- | --------- | -------------------------- | --------- |
| 5 км       | Кріштоф Рашовскі · Угорщина  | 53:22.2   | Логан Фонтен · Франція            | 53:32.2   | Ерік Гедлін · Канада       | 53:32.4   |
| 10 км      | Флоріан Веллброк · Німеччина | 1:47:55.9 | Марк-Антуан Олів'є · Франція      | 1:47:56.1 | Роб Муффельс · Німеччина   | 1:47:57.4 |
| 25 км      | Аксель Реймон · Франція      | 4:51:06.2 | Беляєв Кирило Миколайович · Росія | 4:51:06.5 | Алессіо Оккіпінті · Італія | 4:51:09.5 |

### Жінки
| Дисципліна | Золото                      | Золото    | Срібло                    | Срібло    | Бронза                               | Бронза    |
| ---------- | --------------------------- | --------- | ------------------------- | --------- | ------------------------------------ | --------- |
| 5 км       | Ана Марсела Куня · Бразилія | 57:56.0   | Орелі Мюллер · Франція    | 57:57.0   | Ганна Мур · СШАЛеоні Бек · Німеччина | 57:58.0   |
| 10 км      | Сінь Сінь · Китай           | 1:54:47.2 | Гейлі Андерсон · США      | 1:54:48.1 | Ракеле Бруні · Італія                | 1:54:49.9 |
| 25 км      | Ана Марсела Куня · Бразилія | 5:08:03.0 | Фіннія Вунрам · Німеччина | 5:08:11.6 | Лара Гранжон · Франція               | 5:08:21.2 |

### Команда
| Дисципліна | Золото                                                           | Золото  | Срібло                                                                                   | Срібло  | Бронза                                                                    | Бронза  |
| ---------- | ---------------------------------------------------------------- | ------- | ---------------------------------------------------------------------------------------- | ------- | ------------------------------------------------------------------------- | ------- |
| Команда    | Німеччина · Ліа Бой · Сара Келер · Зерен Майсснер · Роб Муффельс | 53:58.7 | Італія · Ракеле Бруні · Джулія Габбріеллескі · Доменіко Ачеренца · Грегоріо Пальтріньєрі | 53:58.9 | США · Гейлі Андерсон · Джордан Вілімовскі · Ешлі Твічелл · Майкл Брінеґар | 53:59.0 |